# 30. pehotni polk (Avstro-Ogrska)
Za druge 30. polke glejte 30. polk.
30. pehotni polk (nemško Infanterie-Regiment Nr. 30) je bil pehotni polk avstro-ogrske skupne vojske.

## Poimenovanje
- Galizisches Infanterie Regiment »Schoedler« Nr. 30/Galicijski pehotni polk »Schoedler« št. 30
- Infanterie Regiment Nr. 30 (1915 - 1918)

## Zgodovina
Polk je bil ustanovljen leta 1725. 

### Prva svetovna vojna
Polkovna narodnostna sestava leta 1914 je bila sledeča: 59% Rutencev, 31% Poljakov in 10% drugih. Naborni okraj polka je bil v Lvovu, pri čemer so bile polkovne enote garnizirane tudi v tem mestu.
Med prvo svetovno vojno se je polk bojeval tudi na soški fronti.
V sklopu t. i. Conradovih reform leta 1918 (od junija naprej) je bilo znižano število polkovnih bataljonov na 3.

## Organizacija
1918 (po reformi)
- 1. bataljon
- 2. bataljon
- 3. bataljon

## Poveljniki polka
- 1859: Joseph von Wereszyński[8]
- 1865: Franz Bergou[9]
- 1879: Carl Schmelzer[10]
- 1908: Karl von Rosner[11]
- 1914: Edmund von Rabl[1]